# Seeds of Change (album)
Albums de Kerry Livgren
Time Line
(1984)
Singles
Seeds of Change est le premier album solo de Kerry Livgren. Sorti en 1980 alors que Livgren est encore membre de Kansas, l'album inclut trois autres membres du groupe américain : le chanteur Steve Walsh, le batteur Phil Ehart et le violoniste Robby Steinhardt. Le chanteur de Black Sabbath, Ronnie James Dio, et des membres des groupes Leroux (en) (Bobby Campo, Jeff Pollard), Jethro Tull (Bariemore Barlow), Ambrosia (David Pack), et Atlanta Rhythm Section (Paul Goddard), sont également présents. 
En 1996, Seeds of Change est réédité par Renaissance Records (en) avec une interview de Livgren en bonus.

## Histoire
Seeds of Change marque un nouveau chapitre dans la musique de Kerry Livgren. Il est enregistré après la conversion de Kerry Livgren au christianisme en 1979. Ses croyances religieuses commencent à se refléter dans les paroles des chansons de l'album de Kansas, Vinyl Confessions, ainsi que dans Seeds of Change. Cela finira par provoquer des tensions au sein du groupe.
L'inclusion de Ronnie James Dio, qui est à cette époque le chanteur de Black Sabbath, suscite la controverse, car ce groupe est considéré comme satanique par certains chrétiens. Livgren écrit dans son livre Seeds Of Change qu'il a choisi Dio « strictement sur la base de ses capacités vocales » tout en précisant que ce dernier « n'est pas sataniste »[réf. nécessaire].

## Liste des titres
Toutes les chansons sont écrites et composées par Kerry Livgren.

### LP (1980)
| Face A 1. Just One Way – 5:46 2. Mask of the Great Deceiver – 7:36 3. How Can You Live – 4:13 4. Whiskey Seed – 5:33 | Face B 1. To Live for the King – 4:55 2. Down to the Cor – 5:18 3. Ground Zero – 8:36 |

### Réédition CD (1996)
1. Just One Way – 5:45
2. Mask of the Great Deceiver – 7:36
3. How Can You Live – 4:13
4. Whiskey Seed – 5:37
5. To Live for the King – 4:58
6. Down to the Cor – 5:20
7. Ground Zero – 8:36
8. Interview With Kerry Livgren – 21:24

## Musiciens
Par ordre d'apparition sur l'album : 
- Kerry Livgren - guitares (1 à 7), piano (1, 3, 7), orgue (3), synthétiseurs (1, 2, 7), basse (3, 6), chant (4), batterie « mongo » (4), clavinet (6), piano électrique Fender Rhodes (6), percussions (7)

- Barriemore Barlow - batterie (1, 2, 3, 6)
- Paul Goddard - basse (1, 2, 4)
- Bobby Campo - trompettes et percussions (1), tambourin (3), cornes (6)
- Jeff Pollard - chant et chœurs (1)
- Mylon LeFevre (en) - chœurs (1, 3, 7), chant (4)
- John Fristoe - chœurs (1, 3)
- Ronnie James Dio - chant (2, 5)
- Joey Jelf - chœurs (3, 5)
- Steve Walsh - chant (3), chœurs (5)
- Phil Ehart - batterie (4, 7)
- Darryl Kutz - harmonica (4)
- « The Moaning Multitudes » - chœurs (4)
- John Thompson - batterie (5), gong (7)
- Gary Gilbert - basse (5)
- Donna Williams - chœurs (5, 7)
- Davy Moire - chant (6), chœurs (7)
- Victoria Livgren - chœurs (6)
- David Pack - chant et chœurs (7)
- Steve Venezia - chœurs (7)
- Brad Aaron - chœurs (7)
- Robby Steinhardt - violon (7)